# Achim Duchow
Achim Duchow (* 7. Oktober 1948 in Otterndorf; † 16. September 1993 in Düsseldorf) war ein deutscher Maler, Bildhauer und Fotograf.
Duchow schuf ein vielfältiges Werk, das Zeichnung, Malerei, Collage, Skulptur und Fotografie umfasst. Er beschäftigt sich darin kritisch mit der Kunstgeschichte, dem Künstlerkult, dem Zeitgeist seiner Generation, internationalen Subkulturen und den populären Medien.

## Leben und Werk

### Frühe Jahre, Schule, Ausbildung (1948–1971)
Achim Duchow wird 1948 in Otterndorf in Niedersachsen geboren. 1951 zieht er mit seiner Familie nach Düsseldorf, wo er auf dem Leibniz-Gymnasium von dem Künstler Heinz Mack im Fach Kunst unterrichtet wird. Durch Mack kommt Duchow mit der Düsseldorfer Kunstszene in Kontakt. Im Jahr 1962 wechselt er auf die private Paul-Gerhardt-Schule, wo er mit der mittleren Reife seine schulische Laufbahn abschließt. 1965 bis 1968 absolviert er eine Ausbildung zum Schaufenstergestalter. Darauf folgen 1968–1969 eine Volontärzeit als Reprofotograf und 1969–1970 eine weitere als S/W-Foto-Laborant. 1971 wird Achim Duchow an der Hochschule für Bildende Künste in Hamburg angenommen und studiert im Folgenden bei den Professoren Sigmar Polke, KP Brehmer und Ulrich Rückriem. Achim Duchow arbeitet zunächst an großformatigen Arbeiten auf Papier, psychedelischen Projektionen und Kurzfilmen.

### Gaspelshof, Original + Fälschung (1971–1973), Exkurs: Autorschaft
Achim Duchow unternimmt Reisen in die Niederlande, nach Spanien, Andorra und England. Ein fester Anlaufpunkt wird ab 1972 der Gaspelshof. Der ehemalige Bauernhof in Willich wird von Duchows Freund und Professor Sigmar Polke und dessen Partnerin Mariette Althaus angemietet und ist Treffpunkt von Polkes Freundeskreis, der sich aus Künstlern, Intellektuellen und Freigeistern zusammensetzt. Gemeinsam feiern sie, experimentieren mit bewusstseinserweiternden Substanzen und erproben alternative Lebensformen. Im Mittelpunkt des Zusammenseins steht jedoch die künstlerische Produktion. Neben individuellen und originären Werken einzelner Künstler entsteht im Gaspelshof eine Vielzahl von Gemeinschaftsprojekten – einige Gemälde, Fotografien und Videos entstehen in kollektiver Autorschaft und sind kaum noch einzelnen Künstlern zuzuschreiben.
Achim Duchow befasst sich ab 1972 intensiv mit der zeitgenössischen Presselandschaft. Er liest linke Magazine, die seiner alternativen Lebensweise entsprechen, und befasst sich gleichzeitig kritisch mit der Boulevardpresse. Hinzu kommt Duchows Auseinandersetzung mit der Geschichte der Kunst und ihren ikonischen Werken und Künstlern. Ausdruck von Duchows umfangreicher kritischen Beschäftigung mit den zeitgenössischen Medien und der Kunstgeschichte ist die Ausstellung „Original + Fälschung“, die er zusammen mit Sigmar Polke erarbeitet. Grundlage der Ausstellung ist der in den Medien populär gewordene Diebstahl eines Rembrandt-Gemäldes im Jahr zuvor. Mit 24 Hauptbildern, 14 Kommentarbildern und einer Raumausstattung aus Neonröhren und Schminkspiegeln gestalten die beiden Künstler ein Gesamtkunstwerk. Dazu erscheinen ein Katalog und die Künstlerpublikation „Franz Liszt kommt gern zu mir zum Fernsehen...“, die die Ausstellung thematisch ergänzt und erweitert. Themen der Ausstellung und der Publikationen waren sowohl die Rolle des Künstlergenies und des Originalkunstwerkes, als auch Nachahmung, Fälschung, Zerstörung und Diebstahl von Kunst und deren Rezeption in den populären Medien. Duchow und Polke greifen damit spielerisch den Diskurs zu Originalität, Reproduktion und Fälschung auf, der seit einigen Jahrzehnten geführt und rezipiert wurde. Er schlug sich prominent in Walter Benjamins Abhandlung zur Aura und in Roland Barthes’ Theorie zum Tod des Autors nieder, wurde aber auch von vielen anderen Philosophen (z. B. Guy Debord und Jean Baudrillard) und Künstlern (vgl. z. B. Appropriation Art) bearbeitet. „Original + Fälschung“ wird zunächst 1973 im Westfälischen Kunstverein in Münster gezeigt. Ein Jahr später ist die Ausstellung im Kunstmuseum Bonn zu sehen. Im dort herausgegebenen Katalog zur Ausstellung schildert Dierk Stemmler die besondere Zusammenarbeit der Künstler bei der Vorbereitung der Ausstellung:
„Es ist eine Teamarbeit von mehreren Beteiligten, insbesondere ist die intensive und umfangreiche Mitarbeit von Achim Duchow, bei den Bildern ebenso wie in der 'Franz-Liszt'-Publikation, hervorzuheben. Es geht aber Polke – typisch für seine Konzeption überhaupt – nicht darum, Hände und Ideen zu trennen, sondern er hat das Teamwork ausdrücklich als Prinzip eingesetzt. Daraus ist ein einzigartiges, nonstilistisches, in vieler Hinsicht offenes Gesamtkunstwerk entstanden – sofern dieser kunstgeschichtliche Begriff hier angebracht ist. (Wenn von nun an nur Polkes Name genannt wird, geschieht es aus Gründen der Vereinfachung.)“
Die erwähnte Vereinfachung wurde auch in vielen anderen Publikationen vorgenommen und führte dazu, dass viele Werke aus der Gaspelshof-Zeit ausschließlich Polke zugeschrieben wurden. So finden sich beispielsweise im Katalog zur Ausstellung „Alibis: Sigmar Polke. Retrospektive“ aus dem Jahr 2015 bei gemeinschaftlich auf dem Gaspelshof gestalteten Werken keine Hinweise auf die beteiligten Künstler. Inzwischen erfahren diese mehr Aufmerksamkeit: So beleuchtet etwa die Ausstellung „Singular/Plural. Kollaborationen in der Post-Pop-Polit-Arena, 1969–1980.“ in der Kunsthalle Düsseldorf (2017) die Möglichkeiten gemeinschaftlichen künstlerischen Arbeitens von in Düsseldorf ansässigen Künstlern in den 1970er Jahren. Neben der Zusammenarbeit, welche auch als „bewusste Multiplikation von Autorschaft“ beschrieben wird, befasst sich die Ausstellung mit den damals impulsgebenden Themen Kolonialgeschichte, Ökonomie und Gender.
Duchow nimmt 1971 bis 1973 außerdem an verschiedenen nationalen und internationalen Ausstellungen teil und bereist weiterhin verschiedene Länder, unter anderem Spanien und die Schweiz.

### Mu Nieltnam Netorruprup, 13. Biennale von Sao Paulo (1973–1975)
In der Kunsthalle zu Kiel und dem Schleswig-Holsteinischen Kunstverein zeigen Achim Duchow, Sigmar Polke, Astrid Heibach, Memphis Schulze und andere Künstler unter dem Titel „Mu Nieltnam Netorruprup“ eigenständige und gemeinschaftlich erarbeitete Kunstwerke. Der Titel, der von hinten gelesen „Purpurroten Mantlein um“ lautet, kann als Anspielung auf das Kinderlied Ein Männlein steht im Walde von August Heinrich Hoffmann von Fallersleben verstanden werden. Die erste Strophe des Liedes verweist auf einen Fliegenpilz. Der Bezug wird durch das Ausstellungsplakat, das unter anderem einen großen Fliegenpilz abbildet, bekräftigt. Die ungewöhnlichen Inszenierungen des Fliegenpilzes innerhalb der Arbeiten verweisen auf dessen halluzinogene Wirkung und stehen in Bezug zu den Drogenexperimenten der alternativen Gaspelshof-Gemeinschaft.
Polke, Blinky Palermo und Georg Baselitz werden 1975 zur 13. Biennale von São Paulo eingeladen. Duchow begleitet Polke als dessen Assistent und bringt zudem eigene Arbeiten mit nach Brasilien. Anlässlich der Biennale publizieren Duchow, Polke, Astrid Heibach und Katharina Steffen eine 28-seitige Künstlerzeitung mit dem Titel „Day by day... they take some brain away“. Sie verhandelt in Form von poppigen Collagen Themen wie Sexualität, politische Revolution und die Sensationslust der bürgerlichen Presse.

### Wir Kleinbürger, Viele Grüße aus Südamerika (1976–1977)
1976 gründet Achim Duchow den Verlag „Zum richtigen Kurs“ (ZRK-Verlag). Hier erschienen Künstlerbücher zu seiner eigenen Arbeit und über Werke befreundeter Künstler wie Georg Herold, Angelika Oehms und Michael Deistler.
Im selben Jahr nimmt Duchow mit Polke, Steffen und Heibach an der Ausstellung „Wir Kleinbürger – Zeitgenossen und Zeitgenossinnen“ in der Berner Galerie Toni Gerber teil. Der Titel greift Hans Magnus Enzensbergers vieldiskutierten Essay „Von der Unaufhaltsamkeit des Kleinbürgertums. Eine soziologische Grille.“ auf. Enzensberger widmet sich darin in ironischer Bewunderung dem Kleinbürgertum, dessen Errungenschaften und Verbreitungsgrad. Ebenso ironisch thematisiert auch die Ausstellung das deutsche Kleinbürgertum. Die Zeitgenossenschaft, die der Untertitel hervorhebt, spiegelt sich wiederum in der Verarbeitung, teilweise auch der Persiflage, von aktuellen gesellschaftlichen Phänomenen, wie dem Hippietum, dem Proto-Punk, der Frauenbewegung, dem Terrorismus und den Massenmedien. Die Ausstellung besteht aus einem Kodak-Carousel-Diaprojektor mit 81 Dias sowie zehn großformatigen Gouachen. Eine klare Zuordnung der Autorschaft der einzelnen Werke ist nicht möglich und war von den Künstlern auch nicht intendiert. Der Katalog zur Ausstellung „Sigmar Polke & Co. Wir Kleinbürger! Zeitgenossen und Zeitgenossinnen“ (2010) kommentiert dies wie folgt:
„Zu entdecken war und ist ein Polke im Plural. […] In der oftmals vielhändigen Arbeitsweise dieser Zeit finden sich dementsprechend Spuren, Eingriffe, Ideen und Bildmaterial von Achim Duchow, Astrid Heibach, Katharina Sieverding und Klaus Mettig oder Memphis Schulze, Katharina Steffen, Mariette Althaus, Stephan Runge, Mike Hentz, Udo Kier, Martin Kippenberger, Andreas Züst und vielen anderen.“
An die Eindrücke der Brasilienreise anlässlich der Biennale von São Paulo anknüpfend, präsentiert die Bonner Galerie Erhard Klein Arbeiten Duchows unter dem Titel „Viele Grüße aus Südamerika! Euer Martin“. Hinter dem hier vermeintlich freundlich grüßenden Martin verbirgt sich der Reichsleiter und engste Vertraute von Adolf Hitler, Martin Bormann. Gerüchten zufolge flüchtete dieser nach Ende des Zweiten Weltkriegs nach Südamerika. Mit Bildern, Zeichnungen, Foto-Alben und Dokumenten konstruiert Duchow Bormanns vermeintlichen Fluchtweg. So setzt er sich als kritischer Beobachter des aktuellen Zeitgeschehens sowohl mit dem Faschismus in Südamerika als auch mit dem Nationalsozialismus auseinander.
1977 beendet Achim Duchow offiziell sein Studium an der HfbK Hamburg. In Ausstellungen zeigt er in diesem Jahr hauptsächlich Fotografien und Projektionen. Er beteiligt sich auch an Martin Kippenbergers Projekt „Chimäre“ in dessen Wohnung in Hamburg. Im Rahmen des Projektes führt Kippenberger den Begriff des Ready-mades weiter, indem er Liegengebliebenes aus den Schubladen seiner Freunde zu Ausstellungsstücken erhebt.

### Erste Japanreise (1978–1980)
Mitte der 70er-Jahre löst sich die Gruppe in und um den Gaspelshof auf und die enge Zusammenarbeit der Künstler endet. Zwischen 1977 und 1978 beenden auch Sigmar Polke und Achim Duchow ihr gemeinsames Wirken und Duchow tritt dank eines Stipendiums des Deutschen Akademischen Austauschdienstes (DAAD) im Dezember 1978 seine erste, zunächst einjährige Japanreise an. 1979 erhält er das japanische Staatsstipendium Monbukagakusho Scholarship, mit dem er seinen Aufenthalt um ein weiteres Jahr verlängert. Während seines Aufenthalts in Japan taucht Duchow tief in die Kultur des asiatischen Landes ein und nutzt seine alternative Lebensweise als Künstler, um Zugang zu Randgruppen und Subkulturen zu erlangen. Er trifft Mitglieder der mafia-ähnlichen, kriminellen Organisation Yakuza, lernt gewaltbereite Biker-Gruppen der Bosozoku kennen, gestaltet Platten- und Magazin-Cover in der Punk- und Rockszene und hilft bei der Gestaltung des Punk-Nachtclubs Concrete Club und des Osaka No. 1 Festivals im Palms Club in Osaka.
In Japan widmet sich Achim Duchow hauptsächlich der Fotografie. Seine Erfahrungen und Erlebnisse hält er in schnappschussartigen, beobachtenden, beinahe dokumentarischen Fotografien fest, welche in Ästhetik und Thematik stark an die Serie „Wir Kleinbürger“ aus dem Jahr 1976 erinnern. Die Aufnahmen beweisen Duchows Gespür für den Zeitgeist seiner Generation, für das Alltägliche und das Sonderbare, für Identität und Entfremdung, für Popkultur und Subkultur. Viele der gesammelten Eindrücke begleiten und beeinflussen Duchows Schaffen noch lange nach seinem Aufenthalt in Japan.

### Rückkehr nach Düsseldorf,MedienMafia(1981–1984)
Im Mai 1981 beendet Achim Duchow seinen Aufenthalt in Japan und kehrt nach Düsseldorf zurück. Nach langer Abwesenheit trifft er in Deutschland auf eine fremde Kunstszene und einen veränderten, außerordentlich schnell wachsenden Kunstmarkt, aus deren Zentrum er sich verdrängt sieht. Sigmar Polke, Martin Kippenberger, Albert Oehlen und andere befreundete Künstler, mit denen er vor seiner Reise gemeinsame künstlerische Erfolge feierte, konzentrieren sich nun auf ihren je eigenen Markt. Duchow befindet sich in einer Phase der Neuorientierung, nimmt aber weiterhin an Ausstellungen teil, unter anderem im Städtischen Kunstmuseum Bonn und im Fotoforum des Mannheimer Kunstvereins.
Gemeinsam mit Joe Brockerhoff und Norbert Faehling gründet Duchow die MedienMafia in Düsseldorf. Dieser freie Zusammenschluss Gleichgesinnter versteht sich als Netzwerk, dem sich mit der Zeit weitere Künstler anschließen, unter anderem Mike Jansen, Frank Köllges, Stephan Runge, Mischa Kuball, Helmut Steinhauser und Wolfgang Schäfer. Die Gruppe bietet Raum für Austausch und Anregung und realisiert stetig neue nationale und internationale Projekte in verschiedensten Konstellationen. Die MedienMafia bespielt in den 1980er Jahren das Hafenareal in Düsseldorf und fördert auf diese Weise das kulturelle Treiben in dieser Gegend. Konsens des Zusammenschlusses ist die Erweiterung des Konventionellen auf allen medialen Kanälen. So entsteht beispielsweise die Band MonoToni’s (Joe Brockerhoff, Achim Duchow, Norbert Faehling, Mike Jansen, Stephan Runge) als musikalische Aktionsgruppe des Netzwerks.

### Zweite Japanreise, Projekte der MedienMafia (1985–1988)
1985 reist Achim Duchow ein zweites Mal für längere Zeit nach Japan. Während seiner Reisen konzentriert er sich erneut auf die Fotografie. In Tokio erstellt Duchow eine fotografische Dokumentation der Arbeit des Kultregisseurs Sogo Ishii an den Musikvideos zu dem Album 1/2 Mensch der Berliner Band Einstürzende Neubauten. In Zusammenarbeit mit dem Soziologen Wolfgang Düchting, mit dem Duchow in Osaka zusammenwohnte, entsteht das Konzept zum Filmprojekt Japan 8-9-3. Die Zahlenkombination 8-9-3 ist im traditionell japanischen Kartenspiel eine Kombination ohne Wert und bezeichnet in eingeweihten Kreisen die Yakuza.
Duchow besucht zudem weitere ostasiatische Länder, darunter Thailand, die Philippinen und China.
Stephan Runge initiiert 1986 die Ausstellung „Im Hafen“ in einer von ihm gemieteten leerstehenden Industriehalle im Düsseldorfer Hafen. Sie ist die erste von der MedienMafia realisierte große Gruppenausstellung. Zwei Wochen lang (30. Mai bis 15. Juni) sind hier 20 Künstlerinnen und Künstler aus der Region Köln-Düsseldorf zu sehen, darunter Fujio Akai, Lisa Cieslik, Al Hansen, Imi Knoebel, Mischa Kuball, Memphis Schulze, Stephan Runge und die Gründer Faehling, Brockerhoff und Duchow.
Bereits 1987 folgt die erste Ausstellung der Reihe „MedienMafia Präsentiert“, ebenfalls im Düsseldorfer Hafen, an der 30 Künstler teilnehmen. Duchow präsentiert hier die dreiteilige Bildreihe „Die Geisha schluchzt / The Geisha weeps / Geisha wa susurinaki“, die im selben Jahr bei einer weiteren kurzen Reise in Japan entstand.
Anfang 1988 bezieht Duchow sein Atelier in der Ronsdorfer Straße 77a.

### Moderne Zeiten, Arbeiten für Arme,MedienMafiaPräsentiert: Fremd und anders? (1989–1993)
1990 eröffnet Duchow seine Ausstellung „Moderne Zeiten“ in der Bonner Galerie Erhard Klein. Hier zeigt er Arbeiten aus den Jahren 1989–1990. Beispielhaft für die von ihm verfolgten künstlerischen Strategien, bedient Duchow sich an Versatzstücken aus dem kulturellen Alltagsgeschehen und positioniert sich so mit Humor und Ironie zum aktuellen Zeitgeschehen.
Der Neue Aachener Kunstverein zeigt die Einzelausstellung „Möchtest du nochmal arm sein?“. Der Titel ist eine humoristische Anspielung auf das finanzielle Sicherheitsbedürfnis des Menschen und womöglich eine Reaktion auf den veränderten Kunstmarkt der 1980er- und 90er-Jahre. Ende der 1980er-Jahre wurde Kunst zum Lifestyleobjekt und die Preise vor allem für Gemälde des Impressionismus und der Moderne allgemein stiegen um mehrere Hundert Prozent in nur etwa zehn Jahren, ungeachtet des Börsensturzes von 1987. Kunst wurde zum alternativen Anlageobjekt und Preise für einzelne Werke erreichten zweistellige Millionenbeträge. Dieser Boom endete jedoch bereits zu Beginn der 1990er: Die Wirtschaft stagnierte, es häuften sich steuerpolizeiliche Untersuchungen von Kunstkäufen, Rücklaufquoten bei großen Auktionshäusern stiegen. Der Markt für Impressionisten brach zusammen und spekulative Investoren zogen ihr Geld vom Kunstmarkt ab, oft mit hohen Verlusten.
Auch Duchows „Arbeiten für Arme“, eine seit 1990 entstandene Werkreihe, die er 1993 im Kunstverein Lippstadt e.V. zeigt, reflektiert den Markt für moderne und aktuelle Kunst sowie das Konzept des Künstlergenies und Künstlerkults kritisch. Duchow wählt hierfür Ikonen der Kunst des 20. Jahrhunderts und imitiert ihren Stil bewusst dilettantisch und (selbst-)ironisch. Er greift Strategien und Strömungen des konventionellen Kunstverständnisses auf und überführt sie humorvoll in seine Arbeiten. Der Künstler eröffnet so einen Dialog über Autorschaft und Mehrautorenschaft und die damit verbundenen Hierarchien des Sehenswerten. Beispielhaft sind „Picasso für Arme“, „Bauhaus für Arme“ und „Christo für Arme“. Duchows Vorgehen und der künstlerische Gedanke der „Arbeiten für Arme“ erinnern dabei an Ideen der Appropriation Art.
Nach kurzer schwerer Krankheit stirbt Achim Duchow am 16. September 1993.
Bis zu seinem Tod war er an den Vorbereitungen zur Ausstellung „MedienMafia Präsentiert: Fremd und anders?“ beteiligt, deren Eröffnung er nicht mehr miterlebt. Anlass des Projekts, an dem neun Künstler und Freunde der MedienMafia sowie neun ausländische Kollegen teilnehmen, ist die Asyldebatte der 1980er- und 90er-Jahre und in diesem Zusammenhang rechtspopulistisch motivierte Ausschreitungen und Angriffe auf Asylbewerber und deren Unterkünfte zur selben Zeit. Ein prominentes Beispiel sind die mehrtägigen Ausschreitungen von Rostock-Lichtenhagen im August 1992: Mehrere hundert Rechtsextreme bewarfen die Zentrale Aufnahmestelle für Asylbewerber mit Trümmern größerer Betonplatten und Molotow-Cocktails und steckten ein Wohnheim für ehemalige vietnamesische Vertragsarbeiter in Brand. Währenddessen blockierten etwa 3000 applaudierende Zuschauer den Einsatz von Polizei und Rettungskräften. Als Plakat für die Ausstellung dient Achim Duchows Ölgemälde „Blindes Vertrauen“, das bereits 1990 entstand.

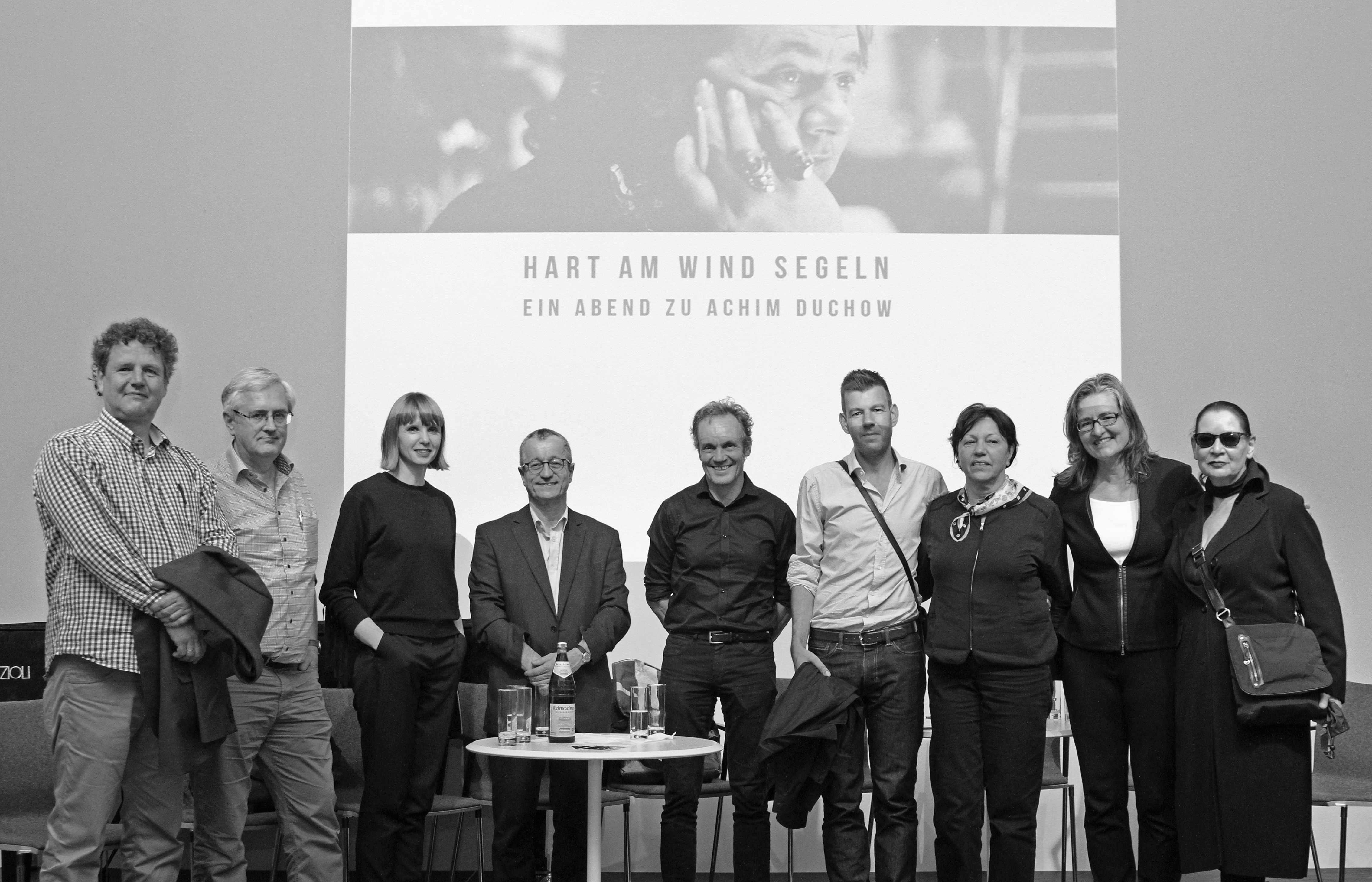
Redner beim Symposium „Hart am Wind segeln – Ein Abend zu Achim Duchow“. Von links nach rechts: Gregor Jansen, Hartmut Kraft, Emma Nilsson, Tayfun Belgin, Jörg Jung (wdr), Max Schulze, Astrid Heibach, Ulli Seegers, Katharina Sieverding

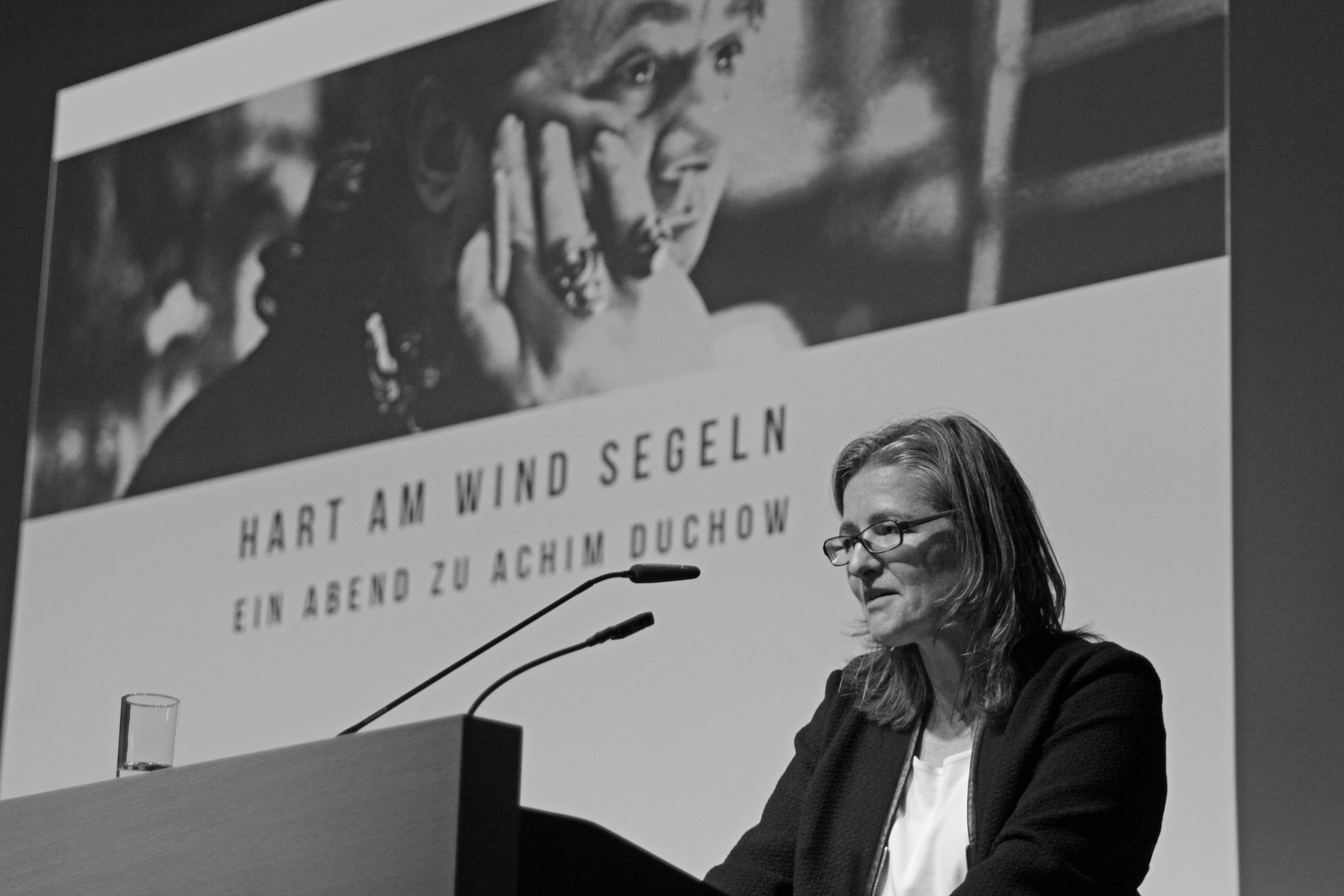
Ulli Seegers spricht beim Symposium „Hart am Wind segeln – Ein Abend zu Achim Duchow“ am 28. Juni 2016

### Rezeption: 1993 bis heute
Zentrale Arbeiten der Ausstellung „Original + Fälschung“ sind u. a. im Martin-Gropius-Bau in Berlin, im Rupertinum in Salzburg und erneut im Westfälischen Kunstverein Münster zu sehen. In der Galerie Erhard Klein in Bad Münstereifel findet im Jahr 2000 eine „Hommage à Achim Duchow“ statt, die viele wichtige Arbeiten von 56 befreundeten Künstlern versammelt. Unter dem Titel „Achim Duchow 1948–1993. Malerei und Objekte“ zeigt der Back-Raum/Con-Sum in der Ronsdorfer Straße 77a in Düsseldorf im September 2008 eine umfangreiche Ausstellung. 2014 werden Duchows Fotografien, die von 1979 bis 1993 in Japan entstanden, in der Ausstellung „Japan 8-9-3. Achim Duchow. In search of Japan“ im Weltkunstzimmer in Düsseldorf gezeigt. 2016 ist Achim Duchow Teil der Ausstellung „I like FORTSCHRITT: German Pop Reloaded“ im Kunstmuseum Mülheim an der Ruhr. Die Düsseldorfer Setareh Gallery zeigt im Oktober 2016 unter dem Titel „Achim Duchow“ Arbeiten aus dem Nachlass des Künstlers. Vom 8. Juli bis zum 1. Oktober sind Gemeinschaftsarbeiten von Duchow in der Ausstellung „Singular/Plural. Kollaborationen in der Post-Pop-Polit-Arena.“ in der Düsseldorfer Kunsthalle zu sehen. Daneben ist Duchow in vielen anderen Gruppenausstellungen in Galerien und Museen vertreten.
Am 28. Juni 2016 mündete ein zweisemestriges Forschungsprojekt des Instituts für Kunstgeschichte der Heinrich-Heine-Universität Düsseldorf unter der Leitung von Ulli Seegers in ein Symposium unter dem Titel „HART AM WIND SEGELN – ein Abend zu Achim Duchow“, bei dem Zeitzeugen und Kunstwissenschaftler zusammenkamen. Tayfun Belgin, Direktor des Osthaus Museums in Hagen, und Gregor Janssen, Direktor der Kunsthalle Düsseldorf, hielten Vorträge zu Leben und Werk des Künstlers. Zeitzeugen, darunter Katharina Sieverding, Astrid Heibach und Erhard Klein, diskutierten mit dem Künstler Max Schulze, der Galeristin Emma Nilsson und dem Sammler Hartmut Kraft.
Das Forschungsprojekt gab auch den Anstoß zu einer vertieften wissenschaftlichen Auseinandersetzung mit Achim Duchows Œuvre: Die Seminarteilnehmerin Jana Leiker verfasste ihre Masterarbeit zu Aspekten der Ironie, Aneignung und des Zeitgeistes in den Werken von Achim Duchow. Einzusehen ist diese im Institut für Kunstgeschichte der Heinrich-Heine-Universität Düsseldorf. Außerdem erstellt der Nachlass aktuell ein umfassendes Verzeichnis von Achim Duchows Werken.

## Ausstellungen (Auswahl)

### Einzelausstellungen
- 1976 Viele Grüße aus Südamerika! Euer Martin, Galerie Erhard Klein, Bonn
- 1983 Auf der Suche nach Japan, Stadtmuseum Düsseldorf
- 1988 Japan Teil I + II, Galerie Kiki Maier-Hahn, Düsseldorf
- 1990 Moderne Zeiten, Galerie Erhard Klein Möchtest du noch mal arm sein?, Neuer Aachener Kunstverein, Aachen
- 1993 Arbeiten für Arme, Kunstverein Lippstadt, Lippstadt
- 2013 InselFührer. Er ist wieder da – wieder hier? (mit Alfred Särchinger), Kunstwerk Nippes, Köln
- 2014 Japan 8-9-3. Achim Duchow. In Search of Japan. Photographs 1979–1993, Weltkunstzimmer, Düsseldorf
- 2016 Achim Duchow, Setareh Gallery, Düsseldorf
- 2017 Gedanken zur Zeit. Ready-Mades und Bilder, Galerie Friese, Berlin
- 2023 Holy Shit – I Hear Voices, Galerie Friese, Berlin
- 2023 1000 Mountains and Rivers are Nothing. Works from Japan and the Far East, 70s–90s, Setareh, Düsseldorf

### Gruppenausstellungen
- 1973
  - Original + Fälschung (mit Sigmar Polke), Westfälischer Kunstverein, Münster
  - 8e Biennale de Paris. Manifestation Internationale des jeunes artistes, Musée d’art moderne de la ville de Paris, Paris
- 1974
  - Original + Fälschung (mit Sigmar Polke), Städtisches Kunstmuseum Bonn
- 1975
  - Mu Nieltnam Netoruprup (mit Sigmar Polke), Kunsthalle zu Kiel
  - XIII Bienal de Sao Paulo (mit Georg Baselitz, Blinky Palermo, Sigmar Polke), Sao Paulo
- 1976
  - Sigmar Polke. Bilder Tücher Objekte: Werkauswahl 1962–1971 (mit Achim Duchow), Kunsthalle Düsseldorf
  - childerijen, diaprojekties, films (mit Sigmar Polke & Astrid Heibach), Stedelijk Van Abbemuseum, Eindhoven
  - Wir Kleinbürger – Zeitgenossen und Zeitgenossinnen (mit Sigmar Polke, Katharina Steffen & Astrid Heibach), Galerie Toni Gerber, Bern
  - Biennalebilder (mit Georg Baselitz, Blinky Palermo, Sigmar Polke), Landesmuseum Bonn
- 1977
  - Chimäre; Feldbrunnenstrasse 3, Wohnung Martin Kippenberger, Feldbrunnenstraße 3, Hamburg
  - Al vostro servizio, Wohnung Martin Kippenberger, Feldbrunnenstraße 3, Hamburg
  - Sigmar Polke: Fotos / Achim Duchow: Projektionen, Kasseler Kunstverein (Fridericianum)
- 1979
  - Photography as Art – Art as Photography III, Institute of Contemporary Arts, London (und Centro de Arte Contemporanea, Porto; Fundacao Gulbenkian, Lissabon; Fundació Joan Miró, Barcelona)
  - 1. außerordentliche Veranstaltung in Bild und Klang zum Thema der Zeit: Elend, Kippenbergers Büro, Seglitzdamm 2-4, Berlin
- 1980
  - Multi Media Festival „Ozaka No.1“ Palms, 1-2 Minamihorie Nishiku, Osaka
- 1981
  - Monbukagakusho Scholarship Exhibition, Maki Gallery, Tokyo
  - Photo-no Photo, Fotoforum im Mannheimer Kunstverein
- 1986
  - Im Hafen, Hafen, Düsseldorf
- 1987
  - MedienMafia Präsentiert, Hafen, Düsseldorf
- 1989
  - MedienMafia Präsentiert, Hotel Intercontinental, Frankfurt
- 1993
  - MedienMafia Präsentiert: Fremd und anders?, Ronsdorfer Str. 77a (Heute Weltkunstzimmer und Nachlass A. Duchow), Düsseldorf
- 1997
  - Melancholie und Eros in der Kunst der Gegenwart. Sammlung Murken, Ludwig Forum, Aachen
  - Augenzeugen. Die Sammlung Hanck, Museum Kunstpalast, Düsseldorf
- 1999
  - Original + Fälschung, Gesammelte Räume – gesammelte Träume (mit Sigmar Polke), Martin Gropius Bau, Berlin
- 2000
  - Hommage à Achim Duchow, Galerie Erhard Klein, Bad Münstereifel
- 2003
  - Original + Fälschung (mit Sigmar Polke), Rupertinum, Salzburg
- 2006
  - Original + Fälschung (mit Sigmar Polke), Westfälischer Kunstverein, Münster
- 2009
  - Sigmar Polke: Wir Kleinbürger! Zeitgenossen und Zeitgenossinnen, Hamburger Kunsthalle
- 2010
  - 55 Jahre Kunst in Düsseldorf, Museum Kunstpalast, Düsseldorf
- 2012
  - Knapp daneben ist auch vorbei, Sammlung Philara, Düsseldorf
- 2013
  - Weltreise. Kunst aus Deutschland unterwegs, ZKM Museum für Neue Kunst, Karlsruhe
  - Sieht man ja, was es ist. Die Editionen der Galerie Erhard Klein 1972–2006, Kunstverein Bonn
- 2016
  - I Like Fortschritt. German Pop Reloaded, Kunstmuseum Mülheim an der Ruhr
- 2017
  - Singular/Plural. Kollaborationen in der Post-Pop-Polit-Arena, Kunsthalle Düsseldorf
  - Broadway The Hard Way, Setareh Gallery, Düsseldorf
  - I like Fortschritt. German Pop Reloaded, Kunstmuseum Heidenheim
- 2018
  - AffenTheater, Forum Kunst Rottweil
  - Sigmar Polke und die 1970er Jahre. Netzwerke, Experimente, Identitäten, Museum für Gegenwartskunst Siegen
- 2021
  - Rebel Revolution Rhineland, Setareh, Berlin
  - 7 Künstler – 7 Räume, Teil 2, Galerie Friese, Berlin
- 2022
  - Original + Fälschung (1973), Museum Küppersmühle, Duisburg
  - Deutscher Kaviar, Kunstmuseum Bonn
- 2023
  - Bildet Banden, Setareh, Berlin

### Ausstellungskataloge
- Art Publishing Ltd. Dublin (Hrsg.): Achim Duchow. Arbeiten für Arme (Ausst. Kat. Lippstadt, Kunstverein Lippstadt, 16. Mai – 27. Juni 1993). Düsseldorf: Heinen, 1993.
- Böhm, Dorothee, Petra Lange-Berndt und Dietmar Rübel (Hrsg.): Polke & Co. Wir Kleinbürger! Zeitgenossen und Zeitgenossinnen (Dokumentation einer Ausstellung in der Hamburger Kunsthalle, Hamburg, Kunsthalle, 13. März 2009 bis 17. Januar 2010). Köln: König, 2010.
- Duchow, Achim und Sigmar Polke: Sigmar Polke – Fotos, Achim Duchow – Projektionen (Künstlerbuch und Ausst.Kat. Kassel, Kasseler Kunstverein, 12. März – 13. April 1977). Kassel: Kunstverein, 1977.
- Duchow, Achim und Sigmar Polke: Franz Liszt kommt gern zu mir zum Fernsehen (Künstlerbuch und Ausst.Kat. Münster, Westfälischer Kunstverein Münster, 29. April – 27. Mai 1973). Münster: Westfälischer Kunstverein, 1973.
- Dohmen, Werner und Erhard Klein: Achim Duchow (Ausst. Kat.: „Moderne Zeiten“, Galerie Erhard Klein, Bonn, Mai 1990; „Möchtest Du noch mal arm sein“, Neuer Aachener Kunstverein, August 1990; „Der informelle Duchow“, Josef-Haubrich Kunsthalle, Köln, Oktober – November 1990). Düsseldorf: Heinen, 1990.
- Freitag, Eberhard (Hrsg.): Sigmar Polke, Achim Duchow. Mu Nieltnam Netorruprup (Ausst.Kat. Kiel, Kunsthalle zu Kiel & Schleswig-Holsteinischer Kunstverein, 13. April – 9. Juli 1975). Kiel: Kunsthalle, 1975.
- Brock, Bazon, Erhard Klein und Ulli Seegers: Achim Duchow. Mit Texten von Ulli Seegers, Bazon Brock und Erhard Klein (Ausst.Kat. Viersen, Galerie Reiner Klimczak, 2009). Bonn: Weidle, 2009.
- Kraft, Helmut und Beate Reese (Hrsg.): I like Fortschritt: German Pop Reloaded (Ausst.-Kat. Mülheim an der Ruhr, Kunstmuseum Mülheim an der Ruhr, 6. März – 8. Mai 2016; Heidenheim, Kunstmuseum Heidenheim 28. Januar bis 28. Mai 2017; Villingen-Schwenningen, Städtische Galerie Villingen-Schwenningen, 25. Juni – 27. August 2017). Köln: Salon, 2016.
- Kreutzer, Maria (Hrsg.): Meine Zeit, mein Raubtier. Eine autonome Ausstellung (Ausst.-Kat. Düsseldorf, Kunstpalast, 25. Juni – 28. August). Düsseldorf: Kulturamt, 1988.
- Wir Kellerkinder. Achim Duchow präsentiert Memphis Schulze (Auss.Kat. Düsseldorf, Städtische (Keller)galerie Düsseldorf, 28. August – 22. September 1985). Düsseldorf: Kulturamt, 1985.
- Stemmler, Dirk: Sigmar Polke. Original + Fälschung (Mitarbeit Achim Duchow) (Ausst.Kat. Bonn, Städtisches Kunstmuseum Bonn, 23. April – 3. Juni 1974). Bonn: Städtisches Kunstmuseum, 1974.

### Zeitungsartikel/Blogartikel
- Kölner Stadt-Anzeiger, 22. Mai 2013, „Der Diktator spielt Tennis“. (Achim Duchow und Alfred Särchinger). (abgerufen am 5. April 2017)
- General-Anzeiger Bonn, 15. Juli 2013, „Von Achim Duchow bis Uta Rings: Spannendes Generationentreffen“. (abgerufen am 5. April 2017)
- Rheinische Post, 24. Januar 2014, „Flingern: Stiftung erinnert an Achim Duchow“. (abgerufen am 8. März 2017)
- Rheinische Post, 31. Januar 2014, „Flingern: Das Leben in Japan auf 200 Fotografien“. (abgerufen am 5. April 2017)
- eiskellerberg.tv, Januar 2014, „Photo-Weekend startet mit Achim Duchow. Apfel auf dem Kopf, Kamera im Anschlag“. (abgerufen am 5. April 2017)
- ARTBLOG COLOGNE, 11. März 2014, „Prima Land.“ (Zur Ausstellung „Japan 8-9-3. Achim Duchow. In Search of Japan“ im Weltkunstzimmer). (abgerufen am 8. März 2017)
- Kölner Stadt-Anzeiger, 4. März 2015, „Aus dem Leben eines Magiers“. (Zu Sigmar Polke und dem Gaspelshof). (abgerufen am 5. April 2017)
- WELT, 31. Januar 2016, „Ach, es gibt Kunst auf der Kö?“. (abgerufen am 5. April 2017)
- Rheinische Post, 15. Oktober 2016, „Späte Würde für den Künstler Achim Duchow“. (abgerufen am 8. März 2017)
- Westdeutsche Zeitung, 11. Januar 2017, „Kunsthalle: Viele Aktionen zum 50. Geburtstag“. (abgerufen am 5. April 2017)

### Museen/Kulturinstitutionen
- Weltkunstzimmer, Düsseldorf, Zur Ausstellung „Japan 8-9-3. Achim Duchow. In search of Japan. Photographs 1979–1993“. (abgerufen am 8. März 2017)
- Achim Duchow im Museum of Modern Art, New York
- Achim Duchow in der Galerie Erhard Klein

### Videos
- „HART AM WIND SEGELN – ein Abend zu Achim Duchow“ im Haus der Universität, Düsseldorf